# CSKA Arena
CSKA Arena (russisk: ЦСКА Арена) er en multifunktionsarena beliggende i Moskva, Rusland. Arenaen indeholder bl.a. tre ishaller, hvoraf den største er hjemmebane for ishockeyklubben HK CSKA Moskva, og hvor tilskuerkapaciteten er 12.100.